# Історія кримінального слідства
Розслідування — у кримінальному процесі збирання та перевірка доказів по кримінальній справі.

## Римське право
У  римському праві судове провадження мало два відділи: попереднє провадження (лат. in iure), яке було аналогом сучасного попереднього слідства і віддання під суд, та остаточне (лат. in iudicio). Попередній розгляд в кінці республіканського періоду полягав в тому, що обвинувач з'являвся до претора або взагалі до голови відповідного суду і просив дозволу розпочати кримінальне переслідування (лат. postulatio); потім слід було більш точне зазначення обвинуваченого і вчиненого ним злочину (лат. nominis vel criminis delatio), при тому викликався і обвинувачений, який піддавався допиту (лат. interrogatio) по головним пунктам звинувачення як з боку обвинувача, так і судді. Після цього складався остаточний протокол, в якому зазначався злочин, час і місце його вчинення, а також винна в ньому особа (лат. inscriptio). На підставі цього протоколу робилася постанова про прийняття справи до розгляду (лат. nominis receptio) і призначався день судового засідання. З цього моменту особа, проти якої було розпочато переслідування, ставала обвинуваченою і втрачало право бути свідком і обиратися на посаді, а обвинувач міг вимагати повноваження на збирання доказів, виклик свідків і т. д. У період імперії (до смерті Юстиніана) попереднє провадження значно змінилося внаслідок поступового посилення в процесі слідчого, розшукового початку.
Пред'явлення обвинувачення було з'єднане з його остаточним прийняттям. Положення обвинуваченого також змінилося; він став піддаватися як великим обмеженням в правах, так звичайно і суворому попереднім висновком.

## Середньовічна Європа
В  середньовічній  Європі поступово зменшувалася гласність провадження (з початку V ст.), збільшувалася писемність; колишнє право кожного громадянина пред'являти звинувачення стало скорочуватися. Змінилися умови суспільного життя поступово привели до передачі переслідування в руки представників судової влади; виконання обов'язків обвинувача, яке не представляло раніше нічого поганого, стало вважатися ганебним. Це пояснюється характером діяльності обвинувачів ще в кінці республіканського періоду, коли серед них все частіше і частіше стали з'являтися люди, що переслідували тільки свої особисті, корисливі інтереси. У древньому німецькому праві, як і в римському, процес був строго обвинувальним. Все попереднє провадження складалося спочатку в урочистому виклику обвинуваченого на суд у присутності свідків; затриманий він міг бути тільки слідом за вчиненням злочину.
З XI ст. підставою для початку переслідування, поряд із звинуваченням, став служити донос, за яким суддя повинен був розпочати кримінальне переслідування. Значний вплив на процес у державах, утворених німецькими племенами, мало канонічне право. Спочатку в церковних судах, як і в світських, кримінальний процес починався за наявності обвинувача (за винятком злочинів, що стали загальновідомими). 
Папа Інокентій III розширив і зміцнив процес з розслідування (див. Розшуковий процес). Всі дії судді і свідчення протоколювалися на увазі можливості апеляції; процес лат. per inquisitionem став письмовим і таємним. Форми слідчого провадження тим легше могли утвердитися саме в канонічному праві, що воно спиралося на римське.
У XIII ст. поширився звичай посилати особливих слідчих для допиту свідків на місці; таке попереднє дослідження могло проводитися без бутності підсудного і без надання йому права викликати свідків і пред'являти докази. У творах світських юристів тієї епохи зустрічається вже визнання форм слідчого провадження (Albertus de Gandino, «Libellus super maleficiis» [Архівовано 21 липня 2013 у Wayback Machine.]), причому попереднє провадження підрозділяється на Інквізиційне, Генеральне та Спеціальне. Попереднє слідство стало остаточно панівним у XV–XVI ст.

## Новий часв Європі
Під  Франції воно отримало повне формулювання в законі 1670 р., зберіг силу до великої французької революції. Початок кримінального переслідування за цим законом обумовлювалося доносом, скаргою чи розпорядженням судової влади, в силу якого починалося попереднє слідство (information), надане виключно судовим органам. Суддя, починаючи слідство, повинен був вести його в найсуворішій таємниці і письмово. Свідок допитується окремо, в присутності тільки судді, яка провадила слідство, і його секретаря. Обвинувачений також допитувався окремо і в таємниці, причому його допиту надавалося особливе значення. При слідстві вживалася катування. Закінчене попереднє слідство повідомлялося прокуророві і цивільним позивачам на їх укладення, і потім вже справа дозволялося остаточно.

## Київська Русь
У  Русі кримінальний і цивільний процес був обвинувальним; все залежало від діяльності зацікавлених осіб; ніяких твердо розмежованих ступенів судочинства не було.